# Eric Wauters

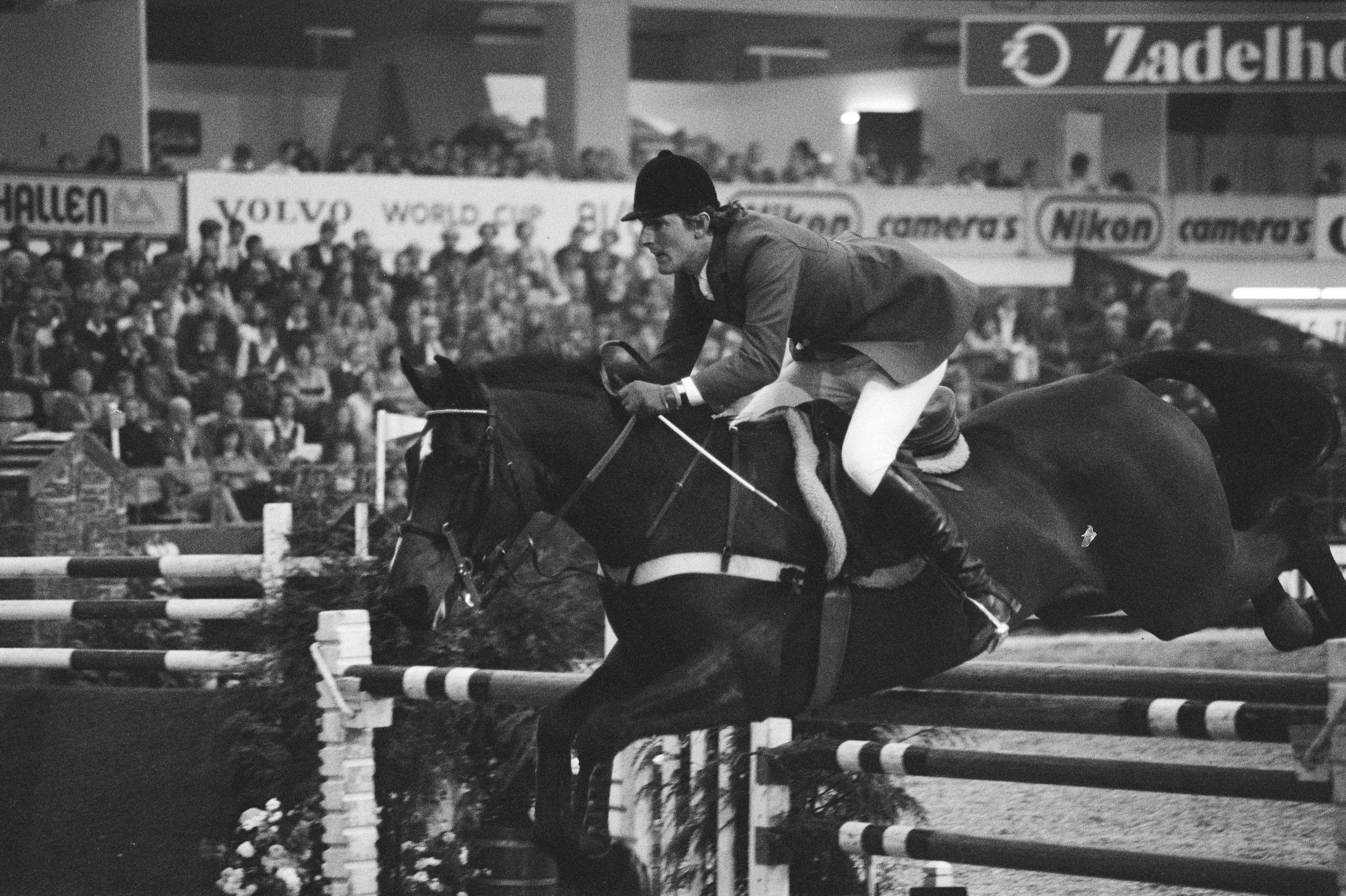
Eric Wauters in 1981

Eric Wauters (* 12. Mai 1951 in Mechlin, Antwerpen; † 21. Oktober 1999 in Peulis, Antwerpen) war ein belgischer Springreiter.
Er startete bei drei Olympischen Spielen: 1972 in München, 1976 in Montréal und 1996 in Atlanta.
Bei den Spielen in Montréal gewann er im Sattel von Gute Sitte mit dem Team die Bronzemedaille.
Wauters trainierte unter anderem Philippe Le Jeune.
Seine Tochter ist mit dem deutschen Springreiter Daniel Deußer verlobt. In Memoriam Eric Wauters wird das belgische Weltcupturnier im Springreiten in Mechelen ausgetragen.

## Erfolge bei Olympischen Spielen
- 1972, München: mit Markies 11. Platz mit der Mannschaft und 49. Platz in der Einzelwertung
- 1976, Montréal/Bromont: mit Gute Sitte 3. Platz mit der Mannschaft und 43. Platz in der Einzelwertung
- 1996, Atlanta: mit Bon Ami 13. Platz mit der Mannschaft und 67. Platz in der Einzelwertung